# Črna roka (Srbija)
Črna roka (srbsko Црна рука/Crna Ruka; uradno imenovana Ujedinjenje ili smrt) je bila tajna srbska teroristična organizacija, ustanovljena 6. septembra 1901. Njen voditelj je bil Dragutin Dimitrijević-Apis. 
Člani so bili predvsem višji častniki srbske vojske, predvsem tisti, ki so junija leta 1903 sodelovali pri državnem prevratu, po katerem so na oblast namesto Obrenovićev prišli Karađorđevići. 
Njen cilj je bil ustvariti Veliko Srbijo, v kateri bi živeli vsi Srbi na Balkanu. Vendar je bilo zato treba destabilizirati Avstro-Ogrsko, da bi si Srbija lahko priključila ozemlja v monarhiji, kjer so živeli Srbi (Vojvodina, Bosna in Hrvaška). Podpirala je razna gibanja, katerih cilj je bil razpad monarhije. Ena od teh skupin je bila tudi Mlada Bosna. Črna roka je članom Mlade Bosne priskrbela orožje in jih moralno in finanačno podprla v pripravah na atentat na Franca Ferdinanda. Tako je tudi Črna roka vpletena v sarajevski atentat. Vendar njihovo početje ni bilo všeč srbski vladi, ki je sicer podpirala njene cilje, saj Srbija po balkanskih vojnah ni bila pripravljena na novo vojno. Takratni srbski premier Nikola Pašić je sicer vedel za načrtovani atentat 28. junija 1914, a ni nič ukrenil. Oblasti so se namreč bale njene izjemne moči in dejstva, da so uporabljali proti nasprotnikom vsa sredstva. Z njo so obračunali šele med prvo svetovno vojno, daleč od oči srbske javnosti. S skupino je leta 1917 obračunal regent Aleksander Karađorđević, saj so skupino obtožili, da je organizirala atentat na regenta in vrhovnega poveljnika srbske vojske. Voditelja Dragutina Dimitrijevića in nekaj drugih so obsodili na smrt. Vse so ustrelili na solunskem bojnem polju.